# Relationer mellan Cypern och Sverige
Relationer mellan Cypern och Sverige är de bilaterala relationerna mellan Cypern och Sverige. Sedan 1994 har Cypern en ambassad i Stockholm. Sverige har en ambassad Nicosia som öppnade 2004 och ett honorärkonsulat.
Båda länderna är medlemmar i Europeiska unionen.

## Historia
Mellan åren 1927 och 1931 genomförde Svenska Cypernexpeditionen under ledning av Einar Gjerstad en arkeologisk utgrävning i bland annat byn Ajia Irini på Cypern. Omkring 18 000 föremål grävdes fram och hälften av dessa finns idag att beskåda på Medelhavsmuseet i Stockholm.
Diplomatiska relationer mellan de två länderna upprättades den 12 december 1960, strax efter det att Cypern blivit självständigt från Storbritannien.
1964 skickade Sverige som ett av de första länderna FN-soldater till Cypern till följd av sammanstötningarna mellan öns båda folkgrupper samma år. I slutet av 1987 upphörde den svenska bataljonen på Cypern och hade endast en mindre stabs- och poliselement kvar i UNFICYP till 1993. Uppskattningsvis 28 000 svenska soldater har tjänstgjort under UNFICYP mellan åren 1963 och 1993.
Cypern kontrollerar sedan 1974 inte norra delen av ön. 1983 upprättades där "The Turkish Republic of Northern Cyprus (TRNC)", som Sverige i enlighet med FN:s säkerhetsråds resolution nr 541/1983 inte erkänner.
Idag (2018) finns en svensk förening med säte i Larnaca och en svensk kyrka på turistorten Ayia Napa.

## Avtal
Viktigare bilaterala avtal som ingåtts av Sverige och Cypern:
- Kommersiell reguljär flygtransport (1963-01-26)
- Avskaffandet av visum (1963-02-01)
- Utväxling av postanvisningar (1976-12-06)
- Undvikande av dubbeltaxering av inkomstskatt (1988-10-25)
- Transport av personer och varor på landsväg (1993-09-20)